# Хупер, Джонни (ватерполист)
Джонни Хупер (англ. Johnny Hooper; род. 24 июня 1997, Лос-Анджелес, Калифорния) — американский ватерполист, игрок сборной США. Бронзовый призёр летних Олимпийских игр 2024 года, двукратный чемпион Панамериканских игр. Участник летних Олимпийских игр 2020 и 2024 годов.

## Карьера
Джонни Хупер — сын американца и японки. В 2019 году завершил обучение в Калифорнийском университете в Беркли. Хупер долгое время являлся игроком «Golden Bears». В 2016 году Хупер и его команда выиграли чемпионат Национальной студенческой спортивной ассоциации. В 2024 году Джонни играл на профессиональном уровне в Италии в клубе «Телимар Палермо». Хупер имеет двойное гражданство США и Японии.
С 2017 года Хупер играет в национальной сборной США.
В финале Панамериканских игр 2019 года команда Соединенных Штатов обыграла Канаду, а Джонни стал чемпионом Панамериканских игр. На Олимпийских играх 2021 года в Токио Хупер вместе со своей командой проиграл испанцам в четвертьфинале, а американцы на том соревновании стали шестыми.
На Панамериканских играх 2023 года сборная США, в составе которой играл Джонни, одержала победу, победив бразильцев в финальной встрече. Хупер стал двукратным чемпионом Панамериканских игр.
На Олимпийских играх в Париже сборная США заняла третье место на групповом этапе. В четвертьфинале американцы выиграли у австралийцев по пенальти, а в поединке за третье место обыграли венгров также по пенальти. Хупер был одним из ведущих игроков сборной.